# Lesparre-Médoc
Lesparre-Médoc is een gemeente in het Franse departement Gironde (regio Nouvelle-Aquitaine) en telde op 1 januari 2022 5.862 inwoners, die Lesparrains worden genoemd. De plaats is de onderprefectuur van het arrondissement Lesparre-Médoc en geldt als de onofficiële hoofdstad van de Médoc.

## Geschiedenis en erfgoed
Lesparre-Médoc ligt in de historische regio Guyenne. In de 11e eeuw werd hier een benedictijnenklooster gesticht. De kloosterkerk, de Saint-Trélody, deed ook dienst als parochiekerk. In de 14e eeuw bouwden de heren van Lesparre hier een versterkte burcht op de plaats van een ouder kasteel dat terugging tot de 9e eeuw. De Tour de l'Honneur, de 30 meter hoge, vierkanten donjon is een overblijfsel van de 14e-eeuwse burcht. Lesparre dankte haar welvaart aan de wijnbouw. Na de Franse Revolutie werd het klooster afgeschaft. In 1854 werd de oude kloosterkerk afgebroken en vervangen door een nieuwe kerk. In de eveneens 19e-eeuwse kerk Notre-Dame de l'Assomption is een orgel van de firma Wenner uit 1881 dat beschermd is als historisch monument.

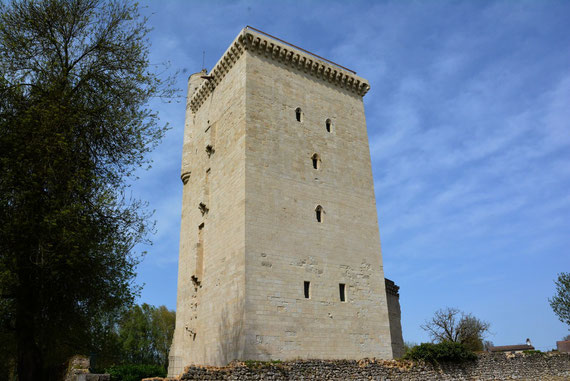
Tour de L'Honneur
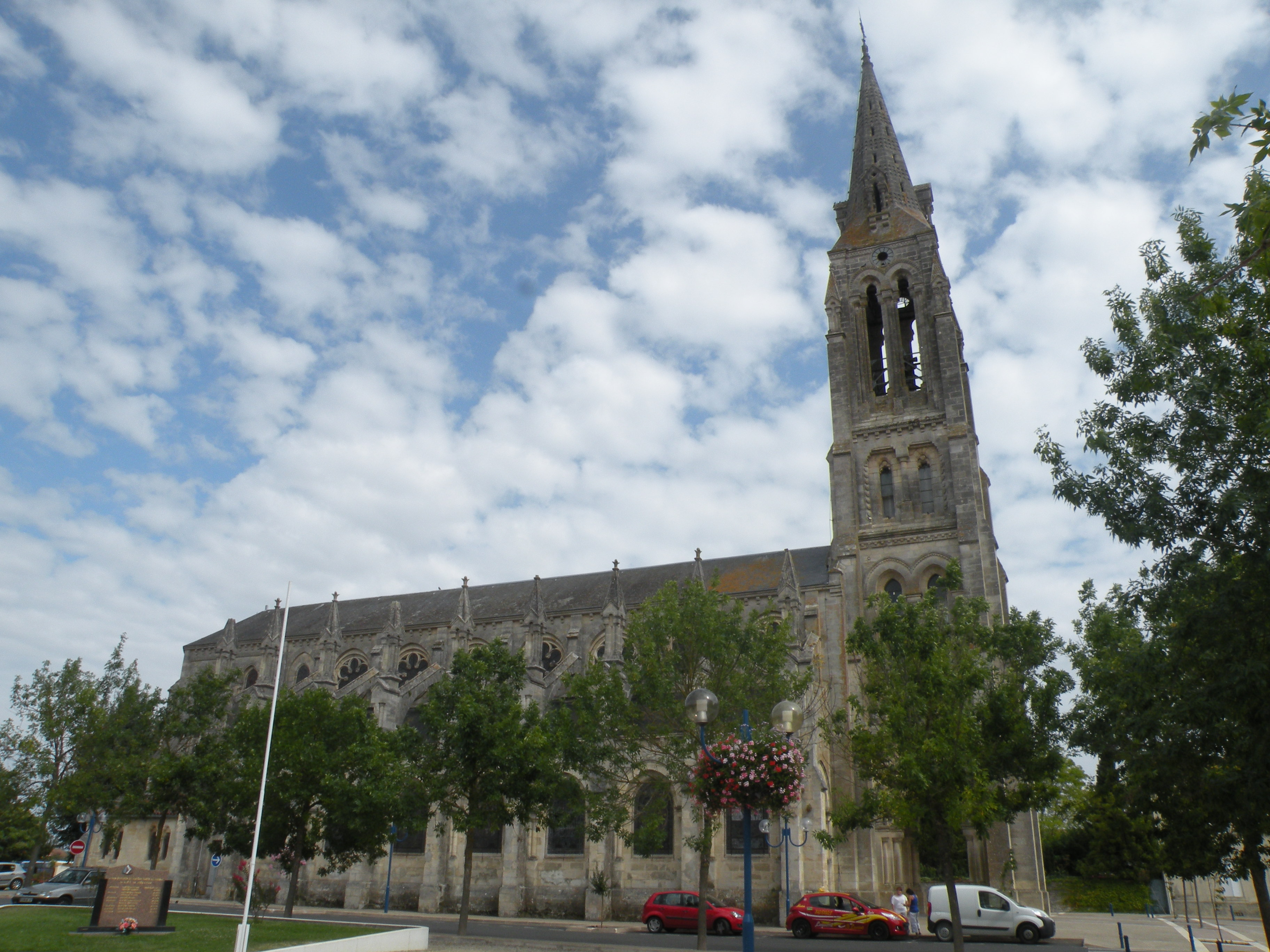
Notre-Dame de l'Assomption
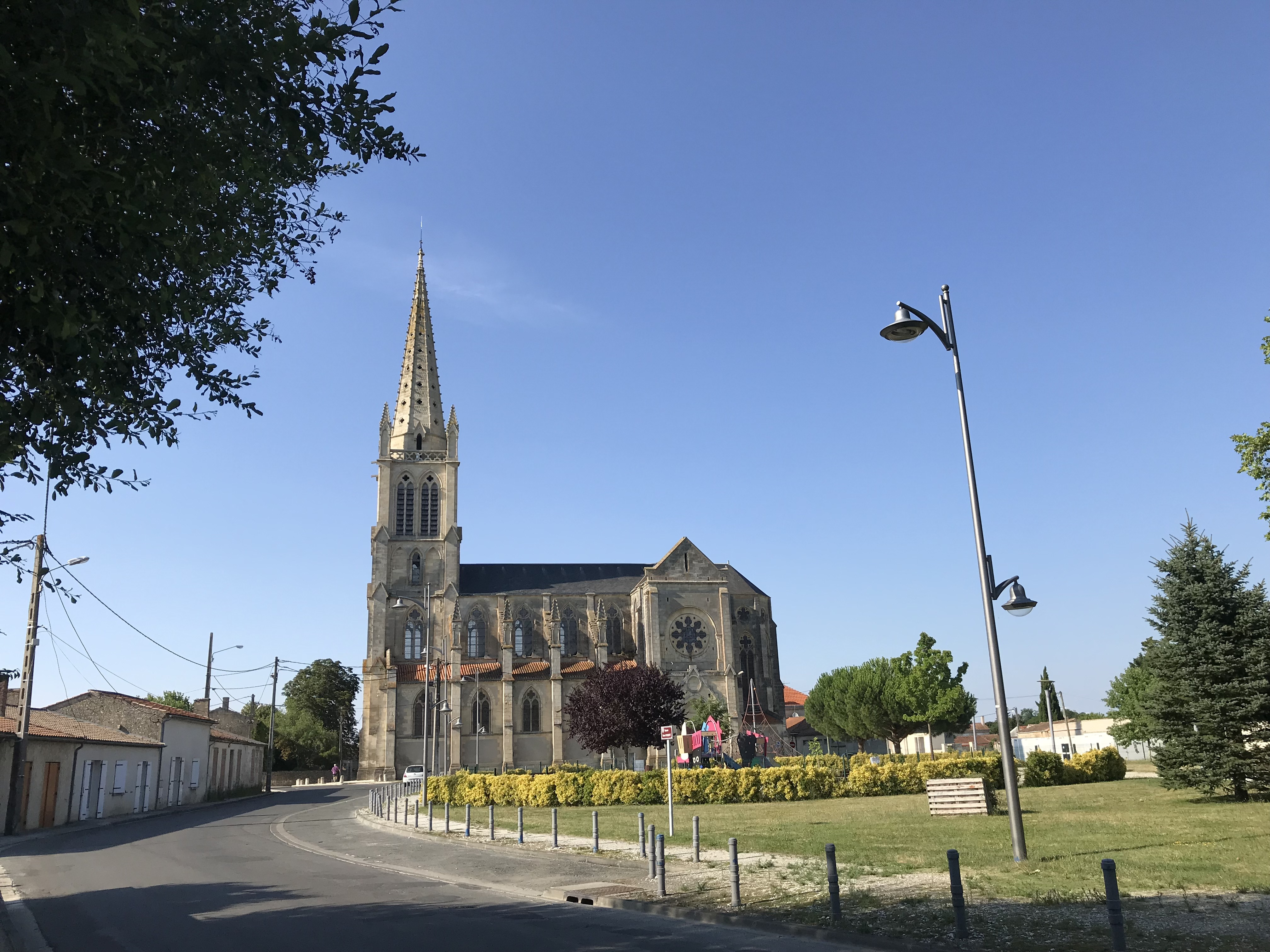
Saint-Trélody

## Geografie
De oppervlakte van Lesparre-Médoc bedroeg op 1 januari 2022 36,97 vierkante kilometer; de bevolkingsdichtheid was toen 158,6 inwoners per km².

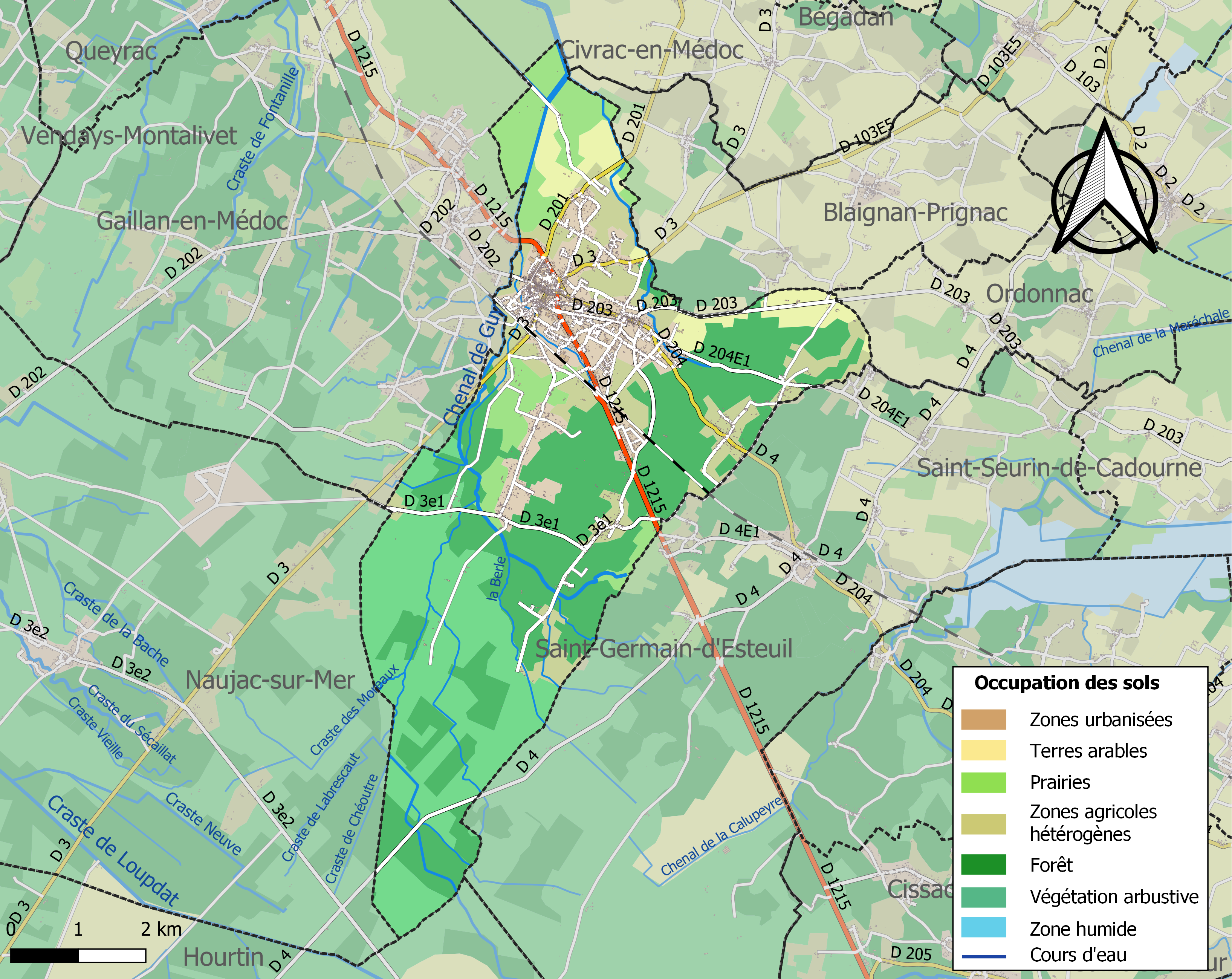
Kaart van de gemeente met belangrijkste infrastructuur, bodemgebruik en omliggende gemeenten

## Verkeer
In de gemeente ligt het spoorwegstation Lesparre

## Demografie
Onderstaande figuur toont het verloop van het inwonertal (bron: INSEE-tellingen).